# 劉斌 (元朝)
刘斌（1198年—1259年），济南历城（今山东省济南市历城区）人，蒙古帝国人物。
刘斌少年丧父，被伯父抚养。有勇力，跟随济南张荣起兵，为管军千户。1232年，攻打河南，以功授为中翼都统。攻打睢阳军，驻军杏堆，距陈州七十里。听说陈整在近郊驻军，刘斌率众趁夜攻破。又击退太康守兵，擒获其将，三天后，太康陷落。张荣对阿术鲁说：“平定太康，攻破金军兵锋的是刘斌。”转屯襄阳，军队缺少粮食，刘斌知到青陵多积谷，前有大河，水深不可渡，说明可取的情况。众人犯难，刘斌怒叱道：“彼恃险，不我虞，取可必也。”于是率百骑夜间出发，擒获敌人，让他在前面带路。在污泽中行走五十余里，遇到敌兵，刘斌舍马挥槊突敌，击败他们，获得其粮数千斛。转任知中外诸军事，跟从攻打六安，先登城，攻破。1243年，擢升为济南推官。1251年，授本道左副元帅。1255年，升为济南新旧军万户，改镇邳州，南宋将领忌惮他。1259年，患病，对他儿子说：“居官当廉正自守，毋黩货以丧身败家。”说完就去世了，时年六十二岁。赠中奉大夫、参知政事、护军、彭城郡公，谥武庄。其子刘思敬。

## 延伸阅读
[在维基数据编辑]
 《元史/卷152》，出自宋濂《元史》